# 德愛中學
德愛中學（英語：Tak Oi Secondary School，簡稱TOSS）是一所由聖母無原罪傳教女修會（Missionary Sisters of the Immaculate Conception, M.I.C.）所創辦的女子中學，以英語為主要教學語言。建立於1970年，位於香港九龍慈雲山道8號，為慈雲山區內的傳統女名校。
德愛中學中一至中三開設4班，中四至中六各級開設4班。

## 歷史
德愛中學在香港社會的呼籲及羅馬天主教主教白英奇（Lawrence Bianchi）的强烈要求下於1970年創建。當時政府正發展慈雲山，一個在東九龍黃大仙附近的地區。學校的開幕儀式在1971年5月7日由教育司簡寧（Mr. J. Canning）主持。

## 科目
學校使用英文為主要教學語言。
除一般科目外，為準備學生健康成長和生活，設有科技與生活科（縫紉與烹飪），有烹飪科特別室。
學校於2015-2016年度停止開設中國文學科作為高中選修，曾有學生及家長抗議，但最終不了了之。
學校於2018-2019年度停止開設視覺藝術科作為高中選修，曾有學生及家長抗議，但最終不了了之。惟可以讓同學自修。
在7年制期間，中四至中七曾有英國文學科可供文科生選修，報考中五會考。是少數可修讀此科之學校之一。
有倫理科，不用考試。但並無聖經科（其他少部份教會學校有）。

## 校名
聖母無原罪傳教女修會當初把三間學校分別命名為：德信、德望、德愛（即德信學校、德望學校、德愛中學）。

### 出處/典故
在所有信奉耶穌的教會的聖經中，在格林多前書/哥林多前書（ 的不同中文翻譯版本）由第12章開始談到神的思賜/屬靈的恩典。
13章13節提到：信、望、愛。
為配合校訓/校名 , 校舍外牆和校服也用一些紅色。紅色代表愛（參考校歌歌詞）。

## 校服
英國學制之下，德愛中學有兩種校服。中一至中五的校服為波點領帶的連衣裙，而中六至中七預科校服為半截裙。
新高中學制實行後，中一至中三學生穿著波點連衣裙，而新高中學生（中四至中六）需穿著以前中六及中七之校服。

#### 初中校服
夏季校服是白色連身裙，校呔以白色為底色，有規則地佈滿相同大小紅波點，此設計成為德愛中學特色之一。
冬季校服是白色襯衫，深藍色連身，校呔和夏季校服一樣

#### 高中校服
高中校服為白恤衫和深藍色高腰半折三摺裙，加上深藍色短領帶。
預科生曾需要穿著絲襪及高跟鞋上課，但此規定已被廢除。

## 收生性別
德愛中學是女校。但曾有一段時間中六中七預科課程收男生才有「女校男生」出現。

## 社

### 五社時代
石竹（康乃馨）、向日葵、水仙、仙人掌、牽牛花

### 四社時代
紅蓮、黃菊、碧蘭、紫荊

## 著名/傑出校友
- 洛楓：詩人，文化評論人，大學講師
- 吳美筠：詩人，學者，大學講師
- 馮程淑儀，JP：西九文化區管理局行政總裁、前政策創新與統籌辦事處總監，曾任康樂及文化事務署處長
- 蕭麗娟：古物古蹟辦事處總文物主任
- 鍾淑子：香港善寧會創辦人，1993年香港十大傑出青年
- 徐佩瑩：前有線新聞總採訪主任
- 劉鳳鸞：香港兒童文學研究學會副會長
- 陳曼莉：1992年國際華裔小姐冠軍（代表多倫多）
- 劉倩怡：香港電台唱片騎師
- 馬敏兒：前麗的電視藝員
- 高晨維：前歌手
- 張頌欣：香港女配音員
- 徐玟晴：前無綫電視女藝員
- 何卓瑩：亞洲電視及無綫電視前藝員
- 麥景婷（麥麗紅）：亞洲電視及無綫電視前藝員，男演員呂頌賢的妻子
- 羅婉儀：東華三院李東海小學校長（2019年8月8日被校董會通過即時解僱，署任校長為校內聯課活動主任曾玉蓮主任。[3]）
- 林松茵：2007年區議會選舉、2011年區議會選舉、2015年區議會選舉沙田區區議員（顯嘉選區）
- 林美珍：香港嶺南大學資訊科技總監及圖書館館長（1981年中五）
- 劉思美（Emily Lau）：模特兒、YouTuber
- 蘇芷晴（SoChing）：香港女子音樂組合COLLAR前成員、ViuTV合約女藝員
- 梁溯庭：保安局政治助理

## 外部連結
- 德愛中學官方網站 （页面存档备份，存于）